# ايمانويل ميلر
ايمانويل ميلر (بالإنجليزية: Emanuel Miller)‏ (و. 1892 – 1970 م) هو طبيب نفسي، توفي عن عمر يناهز 78 عاماً.